# Timo Wölbitsch
Timo Wölbitsch (* 22. Mai 1994 in Feldkirch) ist ein österreichischer Fußballspieler.

## Karriere
Wölbitsch begann seine Karriere beim SK Brederis. 2007 wechselte er zum FC Blau-Weiß Feldkirch. Von 2008 bis 2012 spielte er in der AKA Vorarlberg, in der er sämtliche Altersstufen durchlief.
Zur Saison 2012/13 wechselte er zu den Amateuren des SCR Altach. Sein Debüt in der Regionalliga gab er im August 2012, als er am zweiten Spieltag jener Saison gegen den FC Dornbirn 1913 in der Startelf stand. Seine ersten beiden Tore in der dritthöchsten Spielklasse erzielte er im Mai 2013 bei einem 4:3-Sieg gegen den FC Kufstein.
Im September 2013 stand Wölbitsch gegen den SC-ESV Parndorf 1919 erstmals im Kader der Profis von Altach. Im Mai 2014 debütierte er in der zweiten Liga, als er am 33. Spieltag der Saison 2013/14 gegen Parndorf in der 78. Minute für Patrick Seeger eingewechselt wurde. Zu Saisonende stieg er mit Altach in die Bundesliga auf. In dieser kam er jedoch zu keinen Einsätzen mehr für den Verein.
Zur Saison 2015/16 wechselte er zum viertklassigen FC Rot-Weiß Rankweil. Im August 2015 spielte er gegen den FC Andelsbuch erstmals in der Vorarlbergliga. Seinen ersten Treffer in der vierthöchsten Spielklasse erzielte er im März 2016 bei einem 2:2-Remis gegen den VfB Hohenems.